# Симонов, Константин Васильевич
Константи́н Васи́льевич Си́монов (род. 1 сентября 1974, Свердловск, РСФСР, СССР) — российский политолог. Бывший президент Центра политической конъюнктуры Российской Федерации (ЦПКРФ), основатель и директор Фонда национальной энергетической безопасности (ФНЭБ). Кандидат политических наук, магистр политологии. Первый проректор по внешним коммуникациям, профессор, заведующий кафедрой «Прикладная политология» Финансового университета при Правительстве Российской Федерации.

## Биография
Родился 1 сентября 1974 года в Свердловске.
Окончил отделение политологии философского факультета МГУ им. М. В. Ломоносова в 1996 году и экономический факультет МГУ в 2000 году. В 1999 году в МГУ имени М. В. Ломоносова под научным руководством доктора политических наук, профессор И. А. Василенко защитил диссертацию на соискание учёной степени кандидата политических наук по теме «Политический анализ в системе прикладной политологии» (специальность 23.00.02 — политические институты и процессы). Имеет степень магистра политологии Манчестерского университета.
Более 20 лет занимается политической и экономической аналитикой. Специализируется на исследовании непубличной политики, структуры исполнительной власти России, политических рисков, экономических интересов политических элит, особенно в сфере нефте- и газодобычи. Является соавтором учебника по обществознанию «Обществознание. Глобальный мир в XXI веке», автором учебника по политическому анализу и книг по внутри- и внешнеполитическим аспектам развития российского ТЭК и международной энергосистемы. Постоянный колумнист газеты «Ведомости», Коммерсантъ FM, сайта журнала «Эксперт».
Являлся одним из авторов альманаха «Тетради по консерватизму», выпускавшихся ИСЭПИ. Был одним из четырёх соавторов идеологического блока предвыборной программы «Единой России» на парламентских выборах 2016 года.
Симонов имеет несколько сотен публикаций в отечественных и зарубежных печатных средствах массовой информации («Нефтегазовая вертикаль», «Мировая энергетика», «Нефть России», «Независимая газета», «Известия», «Московские новости», Forbes, «Сообщение», «Власть», Gazeta Wyborcza, New Europe. Oil, Oiland Gas Journal и другие) по проблемам внутренней и внешней политики России, развитию нефтегазовой промышленности, перспективам трансформации российского государства. Является постоянным комментатором состояния российской и глобальной энергетики, политической и экономической систем РФ в европейских, азиатских и американских СМИ. С 2005 года — постоянный колумнист деловой газеты «Ведомости». С 2013 года — радиоколумнист станции «Коммерсантъ FM». В 2009—2010 годах — ведущий авторской аналитической передачи «Поздний разговор» на канале НТВ.

## Научная работа
Преподавательской деятельностью Константин Васильевич занимается с 2000 года. Работал старшим преподавателем, доцентом кафедр «Теоретическая политология» и «Философия политики и права» МГУ им. М. В. Ломоносова. В 2003 году стал генеральным директором Центра политической конъюнктуры России. Летом 2006 года создал и возглавил новую организацию — Фонд национальной энергетической безопасности.
С 2012 года — заведующий кафедрой прикладной политологии Финансового университета при Правительстве Российской Федерации. С апреля 2014 года — первый проректор Финансового университета по внешним коммуникациям, с мая 2016 года — первый проректор по международному сотрудничеству и внешним коммуникациям.
Координирует в Финансовом университете работу Центра общественных связей и Музея финансов.

## Депортация из Латвии
14 ноября 2014 года К. В. Симонов прибыл в Ригу по приглашению международного медиаклуба «Формат А3» для встречи с жителями Латвии по вопросу экономического сотрудничества между Россией и Евросоюзом. По словам Симонова, «перед вылетом мы сделали запрос в МИД Латвии и нам ответили, что Латвия не имеет ко мне никаких претензий, и я могу спокойно приезжать. Я оформил в установленном порядке визу, открыто сообщил о том, где буду жить и по какой теме выступать. Возражений ни у кого это не вызвало. Я получил визу и без проблем прилетел в Ригу».
Однако в тот же день решением министра внутренних дел Рихардса Козловскиса он был внесен в список лиц, которым запрещен въезд в Латвию. Представители иммиграционной службы Государственной пограничной охраны Латвии увезли К. В. Симонова прямо из ресторана, где он обедал, и депортировали учёного из республики без каких-либо разъяснений.

## Книги
- Симонов К. В. Русская нефть: последний передел. — М.: Эксмо, Алгоритм, 2005. — 320 с. — (Текущий момент). — 4000 экз. — ISBN 5-699-09170-X.
- Симонов К. В. Энергетическая сверхдержава. — М.: Алгоритм, 2006. — 272 с. — (Путин + 7). — 4000 экз. — ISBN 5-9265-0269-1.
- Симонов К. В. Глобальная энергетическая война. — М.: Алгоритм, 2007. — 272 с. — (Тайны современной политики). — 2000 экз. — ISBN 978-5-9265-0496-2.
- Симонов К. В. Нефтегазовый фактор в мировой геополитике: учебное пособие. — Ухтинский гос. технический ун-т, 2011. — 232 с. — 500 экз. — ISBN 579340418X, 9785793404181.
- Современная российская политика : учебное пособие для подготовки бакалавров / К. В. Симонов, Д. В. Петросянц, П. С. Селезнев ; — М.: Финансовый университет, 2013. — 257 с. — 110 экз. — ISBN 978-5-7942-1092-7.